# 田中庸政
田中 庸政は、江戸時代初期の大名。

## 生涯
天正16年（1588年）、田中吉政の五男として近江国に生まれる。長兄の吉次は父に反感を持たれ追放され、次兄の吉信は早世し、三男の吉興は病弱だったため、慶長14年（1609年）に吉政が没すると四男である忠政が跡を継ぎ柳河藩主となった。庸政は忠政の藩政を支えたが、元和6年（1620年）に忠政が病死し、柳河藩田中家は無嗣断絶となった。のち、庸政は近江国野洲郡・三河国田原・上野国新田などで合計2万石を与えられ、大名としての田中家の名跡を継いだ。しかし、その2年後の元和8年（1622年）、庸政は兄を追うようにこの世を去った。享年34。